# Lotus 340R

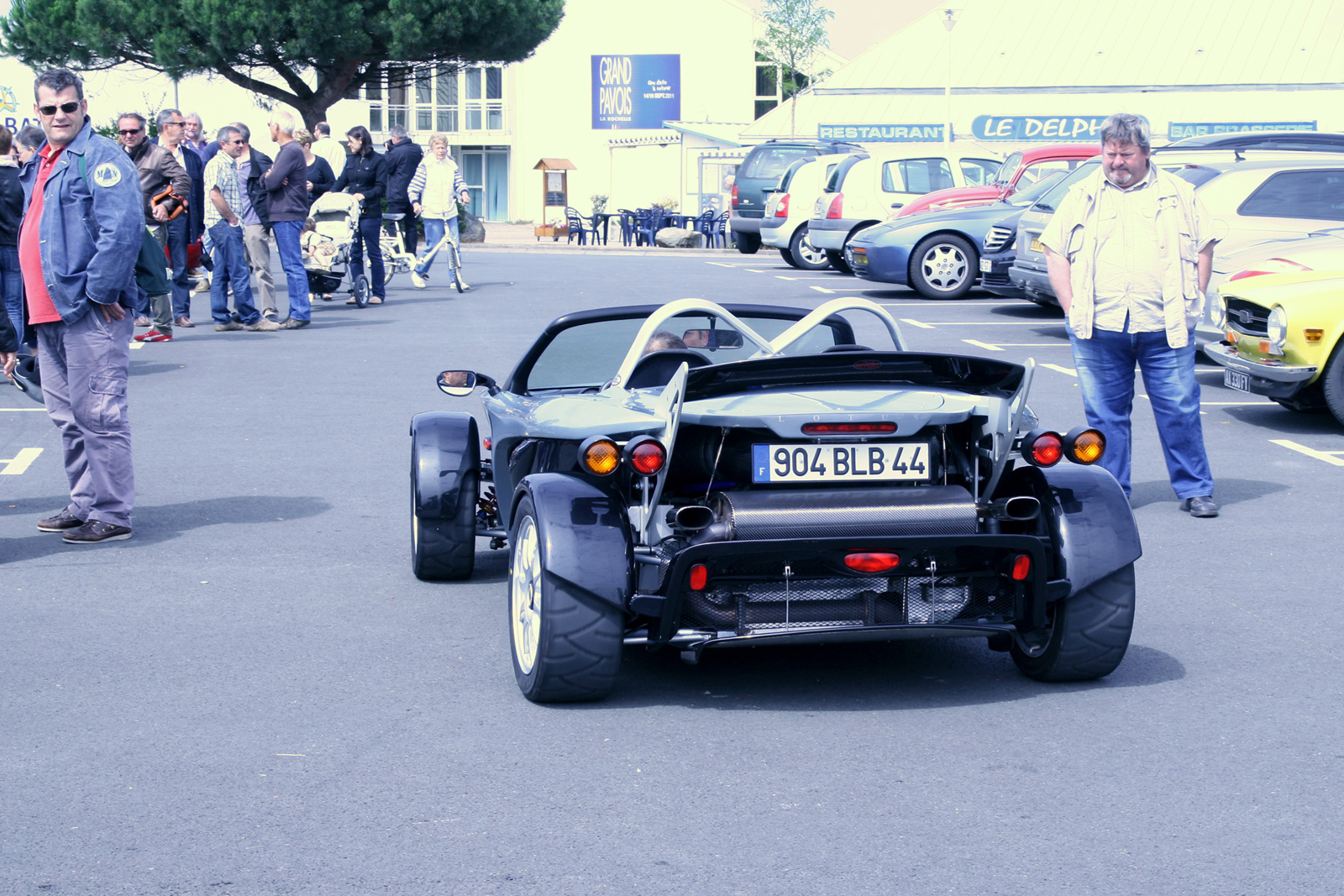
Вид сзади
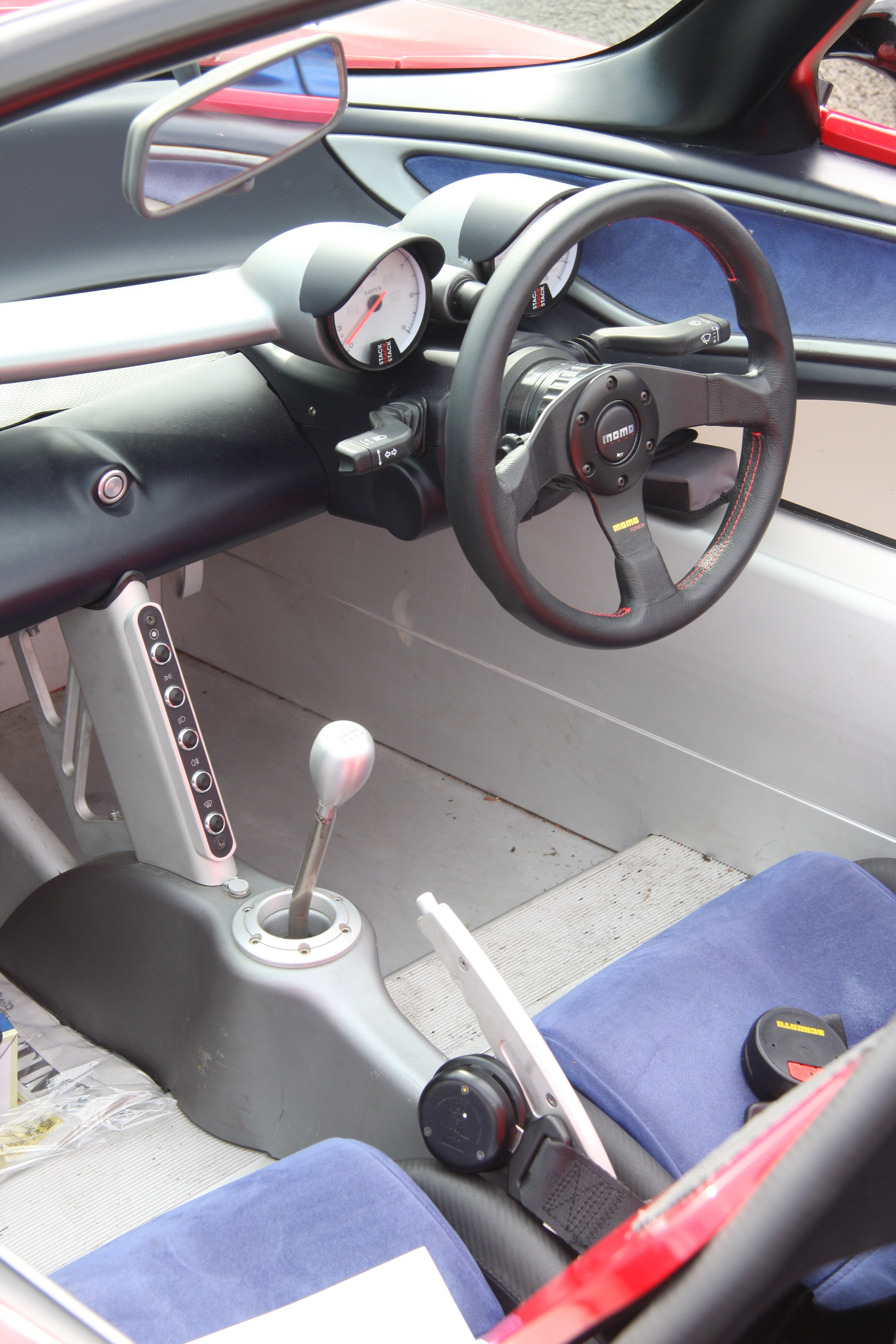
Интерьер

Lotus 340R — компактный спортивный автомобиль ограниченной серии, выпускавшийся английской компанией Lotus Cars в 2000 году.  Он был построен на базе Lotus Elise и являлся его специальной серией. У автомобиля полностью алюминиевое шасси и карбоновый кузов без дверей и окон. Несмотря на предназначенность для трек дней и автоспорта, автомобиль полностью доступен для дорожного использования в Великобритании.
Название автомобиль получил в честь собственного соотношения мощности к массе — около 340 bhp/тонну (по другим данным, соотношение составляет 288,75 bhp/тонну) или 3,96 кг/bhp. Всего было произведено 340 автомобилей по цене 51 000 $ (35 000 £)
На автомобиле используется 1,8-литровый четырёхцилиндровый бензиновый двигатель серии Rover K16 VHPD (Very High Power Derivative), развивающий 179 лошадиных сил и изготавливавшийся подразделением Powertrain Ltd компании Rover Group. Кроме того, в качестве опции компания предлагала форсированный до 190 л.с. двигатель.
- Размерность шин — Yokohama A038 195/50 R15 P спереди; 225/45 R16 Z сзади
- Размерность колёс — 38,1 x 15,2 спереди; 40,6 x 20,3 сзади
- Передняя подвеска — независимая, на двойных поперечных рычагах, регулируемые винтовые пружины, амортизаторы
- Задняя подвеска — независимая, на двойных поперечных рычагах, регулируемые винтовые пружины, амортизаторы
- Рулевое управление — Rack & Pinion
- Передние тормоза — дисковые, вентилируемые (размерность — 282 мм)
- Задние тормоза — дисковые, вентилируемые (размерность — 282 мм)
- Разгон до 100 миль/час (около 160 км/ч) — 10,7 с
- Прохождение четверти мили — 13,7 с
- Отношение мощности к объёму двигателя — 105,79 bhp/литр (99 л.с./литр)

- Вид сзади
- Интерьер